# Янга-Аул (Высокогорский район)
Янга-Аул (тат. Яңавыл) — село в Высокогорском районе Республики Татарстан, в составе Айбашского сельского поселения.

## География
Село находится в северо-западной части Татарстана, на границе с Республикой Марий Эл, в 46 км к северо-западу от районного центра, посёлка железнодорожной станции Высокая Гора.

## История
Основание села переселенцами из села Айбаш относят к XVIII веку. Из первоисточников известно о таких названиях села как Кулька-Куюк, Айбаш Киюги, Новая Опса, Яна-Иль.
Современное название села происходит от татарских слов Яңа (новый) и авыл (деревня).
В сословном плане, в XVIII веке и вплоть до 1860-х годов, жители села причислялись к государственным крестьянам.
По данным переписей, население села увеличивалось с 65 душ мужского пола в 1782 году до 946 человек в 1926 году. В последующие годы численность населения села постепенно уменьшалась и в 2017 году составила 113 человек.
В «Списке населенных мест по сведениям 1859 года», изданном в 1866 году, населённый пункт упомянут как казённая деревня Кулька-Куюк (Айбаш-Куюк) 3-го стана Казанского уезда Казанской губернии. Располагалась при безымянном ключе, по правую сторону торгового Галицкого тракта, в 35 верстах от уездного и губернского города Казани и в 26 верстах от становой квартиры в казённой деревне Верхние Верески. В деревне, в 54 дворах жили 446 человек (220 мужчин и 226 женщин), была мечеть.
По сведениям из первоисточников, мечеть и мектеб существовали в селе в начале XX столетия. Мечеть также была построена в 2006 году.
Административно, до 1920 года село относилось к Казанскому уезду Казанской губернии, с 1965 года относится к Высокогорскому району Татарстана.

## Экономика и инфраструктура
Полеводство, животноводство; эти виды деятельности, а также пчеловодство, извоз и некоторые промыслы являлись основными для жителей села также в XVIII-XIX столетиях.
В селе действует фельдшерско-акушерский пункт.